# Жильцова, Наталья Сергеевна
Наталья Сергеевна Жильцова (род. 11 сентября 1980, Москва) — российская писательница, автор книг в жанрах классического и романтического фэнтези.

## Биография
Родилась в Москве, где и проживает доныне. Закончила Московский городской психолого-педагогический университет по специальности психология; затем несколько лет работала психологом. Замужем, в 2010 году родила дочь. Фамилию после замужества менять не стала, поскольку дорожит памятью о своих предках.
Первые рассказы Наталья начала писать ещё в студенческие годы. Увлечение оккультизмом и эзотерикой оказало влияние на выбор творческого жанра — фэнтези.
Дебютировала в 2009 году с вышедшим в издательстве «Альфа-книга» романом «Проклятие некроманта». После издания тетралогии «Тень» и ещё нескольких книг, перешла в российское издательство «Эксмо». Самые известные работы, опубликованные там: «Полуночный замок» (2014 г.) и цикл «Академия стихий» (2014—2015 гг.).
После этого перешла в издательство АСТ с популярным циклом «Академия магического права», который выдержал несколько переизданий.
Не единожды («Скрижаль Мораны» «Сила ведьмы») удостаивалась рецензий в авторитетном журнале «Мир фантастики».
Заняла 16-е место по суммарным тиражам изданных в 2015 году в России фантастических произведений. Находится в топе продаж рейтинга магазина электронных книг Литрес. С 2016 года является «Литпродюсером» издательства АСТ, занимается организацией литературных конкурсов и отбором романов для издания. С 2023 года член Совета по фантастической и приключенческой литературе Союза писателей России и член Союза литераторов России. Сертифицированный эксперт по оценке произведений литературы.
Магический детектив «Глория. Пять сердец тьмы» единственный из фэнтези-романов, который попал в список 16 лучших книг года издательства АСТ, а заключительная книга цикла «Академия магического права» — «Брюнетка в бою» заняла первое место в топ-10 фэнтези книг 2016 по версии одной из крупнейших библиотек MyBook.
Книги Натальи Жильцовой входят в топ продаж крупнейших магазинов, а общий тираж превысил 200 000 экземпляров.
По статистике продаж за последние десять лет от крупнейшего магазина электронных книг Литрес Наталья Жильцова вошла в десятку самых покупаемых авторов среди женщин.
В 2025 году Наталья Жильцова стала членом авторитетного жюри премии в области детективного и остросюжетного жанров литературы и кино "Русский детектив".

#### Литературные награды
- 2020 г. Победитель в номинации "Выбор профессионалов" на Лайвлиб с аудиокнигой "Факультет призраков", озвученной диктором Мариной Никитиной. 
- 2022 г. Памятная медаль М. Цветаева "За создание значимого образа романтичного героя в творчестве".
- 2022 г. Лауреат премии "Романтическое перо" 2022 в номинации "Лучшее романтическое фэнтези" с дилогией "Обрученные кровью".
- 2023 г. Лауреат премии "Клинок" за произведения жанровой остросюжетной прозы, получившие общественное признание с романом "Антимаг".
- 2023 г. Общественная награда "медаль Н.В. Гоголя за выдающиеся заслуги в развитии культуры России".
- 2024 г. Награда "Крылья Ромфанта" 1С Паблишинг за лучшие продажи в формате аудиокниг.
- 2024 г. Лауреат премии "Византийский ковчег" в номинации "Сказитель" за весомый творческий вклад в популярную литературу.

## Серии и книги Натальи Жильцовой

### Обрученные кровью
Хотя писательницу нельзя назвать ограниченной в жанрах, основная часть ее книг являются фэнтези-романами. «Обрученные кровью» также происходит в мире, где есть волшебство и магические существа. Несмотря на то, что вселенная цикла совершенно не похожа на наш мир, история очень захватывающая и в некоторой мере правдоподобная.
О популярности серии книг говорит их популярность. Первый тираж был очень быстро раскуплен, а в 2019 году издатель напечатал дополнительные копии.
Главной героиней истории является леди Ариана. Значительная часть повествования рассказывается от первого лица, а потому мы не только имеем возможность следить за развитием событий, но также узнаем о чувствах, мыслях и внутреннем мире героини.
Также важную роль в «Обрученных кровью» Наталья Жильцова отвела Дамиану. Будущий император, а на данный момент принц должен выбрать себе жену. Но в волшебном мире все происходит по-особому, а потому претенденток выбирает не сам принц, а богиня.
Одной из невест божественная воля сделала Ариану. Молодая волшебница понимает, что данная честь перечеркивает все ее планы. И вовсе сложившаяся ситуация ставит под угрозу существование ее рода. Мало того, что Ариана не сможет передать свой магический дар по наследству, так ей и вовсе угрожает смертельная опасность…
В серию входит 2 романа, которые нужно читать в следующем порядке:
- Книга первая –«Отбор». В первой части истории рассказывается о семье Арианы. В ее роду магический дар получают только девушки. И вот незадача: хоть стать будущей императрицей не такая уж плохая роль, но, во-первых, у Арианы никто не спрашивал согласия, а во-вторых, в королевской семье рождаются одни мальчики! К тому же кто-то очень могущественный решил уничтожить императорскую семью. И не допустить появления наследника он решил, убив всех потенциальных жен…
- Книга вторая –«Выбор». И вот опасность миновала… Или все же нет? В любом случая Ариана находится только в самом начале пути, и старается сделать все возможное, чтобы тут не встретить конец! Сейчас главное остаться в живых и… не победить! Ведь победа принесет куда больше сложностей, чем счастья. И это только те трудности, которые уже видны невооруженным взглядом, и как знать, что еще уготовила судьба на пути Арианы.

#### Книга первая - Отбор
Сеттинг, в котором разворачиваются события истории – это классический фэнтезийный мир. В нем нашлось место как привычным нам вещам, так и волшебству. Но где есть магия, найдется место и могущественным силам Хаоса, которые хотят перевернуть игру. Так случилось и в книге Натальи Жильцовой «Обрученные кровью. Отбор». Она полностью посвящена борьбе леди Арианы. Девушка сама не лишена магического дара, но даже ее таланта недостаточно, чтобы противостоять могуществу таинственных злодеев.

#### Книга вторая - Выбор
Роман «Выбор» относится к классическому низкому фэнтези. Вселенная включает в себя основные элементы жанра, но Наталья Жильцова подходит к написанию по-особому. Писательница имеет образование психолога, а потому упор делает на внутреннем мире героев.
Вселенная цикла «Обрученные кровью» окунает нас в мир магии, но при этом все происходящее кажется нам реальным. Волшебные способности не лишают персонажей человеческих черт, которые мы можем узнать в себе.
Повествование рассказывает нам о Ариане – молодой девушки, которая тем не менее знает, чего хочет в жизни. В ее роду по женской линии все обладают магическим даром, что открывает широкие горизонты перед Арианой. Тем не менее, боги решили сами определить ей судьбу. Девушка попала в список претенденток на трон Империи. Но «невесты» лорда Дамиана начали умирать при подозрительных обстоятельствах. А это значит, что главная героиня книги «Выбор» также находится в опасности.

## Издания
Цикл «Тень»
- 2009 — Проклятие некроманта — (Издательство Альфа-книга) — ISBN 978-5-9922-0430-8
- 2012 — Скрижаль Мораны — (Издательство Альфа-книга) — ISBN 978-5-9922-1297-6
- 2013 — Узоры Тьмы — (Издательство Альфа-книга) — ISBN 978-5-9922-1498-7
- 2014 — Ярость Тьмы — (Издательство Альфа-книга) — ISBN 978-5-9922-1698-1
- 2017 — Проклятие некроманта. Тетралогия в одном томе — (Издательство Альфа-книга) — ISBN 978-5-9922-2328-6

Цикл «Две Короны»
- 2013 — Две короны — (Издательство Альфа-книга) — ISBN 978-5-9922-1642-4
- 2015 — Две короны. Турнир — (Издательство Альфа-книга) — ISBN 978-5-9922-2035-3

Цикл «Источник»
- 2014 — Сила ведьмы — (Издательство Альфа-книга) — ISBN 978-5-9922-1675-2

Цикл «Темные королевства»
- 2014 — Полуночный замок — (Издательство Эксмо) — ISBN 978-5-699-73390-3
- 2015 — Антимаг — (Издательство Эксмо) — ISBN 978-5-699-79282-5
- 2015 — Колодец Мрака — (Издательство Эксмо) — ISBN 978-5-699-85182-9
- 2016 — Наследница мага смерти — (Издательство Эксмо) — ISBN 978-5-699-86550-5
- 2019 — Ария для богов — (Издательство АСТ (издательство)) — ISBN 978-5-17-117071-4

Цикл «Академия Стихий»
- 2014 — Академия Стихий. Танец Огня — (Издательство Эксмо) — ISBN 978-5-699-5571-4
- 2014 — Академия Стихий. Душа Огня — (Издательство Эксмо) — ISBN 978-5-699-76681-9
- 2015 — Академия Стихий. Испытание Огня — (Издательство Эксмо) — ISBN 978-5-699-78395-3

Цикл «Академия магического права»
- 2015 — Академия магического права. Брюнетка в законе — (Издательство АСТ (издательство)) — ISBN 978-5-17-092533-9
- 2015 — Академия магического права. Брюнетка в защите — (Издательство АСТ (издательство)) — ISBN 978-5-17-093970-1
- 2016 — Академия магического права. Брюнетка в осаде — (Издательство АСТ (издательство)) — ISBN 978-5-17-094909-0
- 2016 — Академия магического права. Брюнетка в бою — (Издательство АСТ (издательство)) — ISBN 978-5-17-094911-3
- 2019 — Академия магического права. Татралогия в одном томе — (Издательство АСТ (издательство)) — ISBN 978-5-17-113459-4

Цикл «Глория»
- 2016 — Глория. Пять сердец тьмы — (Издательство АСТ (издательство)) — ISBN 978-5-17-095841-2
- 2016 — Глория. Капкан на четвертого — (Издательство АСТ (издательство)) — ISBN 978-5-17-098402-2
- 2019 — Глория. Три знака смерти — (Издательство АСТ (издательство)) — ISBN 978-5-17-112122-8
- 2020 — Глория. Два короля — (Издательство АСТ (издательство)) — ISBN 978-5-17-121808-9
- 2023 — Глория. Трон одного мертвеца — (Издательство Т8 Руграм) — ISBN 978-5-517-10082-5

Цикл «Невеста»
- 2017 — Обрученные кровью. Отбор — (Издательство АСТ (издательство)) — ISBN 978-5-17-100856-7
- 2017 — Обрученные кровью. Выбор — (Издательство АСТ (издательство)) — ISBN 978-5-17-100863-5

Цикл «Академия черного дракона»
- 2018 — Академия Черного дракона. Ведьма темного пламени — (Издательство АСТ (издательство)) — ISBN 978-5-17-982499-2
- 2018 — Академия Черного дракона. Ставка на ведьму — (Издательство АСТ (издательство)) — ISBN 978-5-17-106661-1

Цикл «Марья Бессмертная»
- 2019 — Марья Бессмертная — (Издательство АСТ (издательство)) — ISBN 978-5-17-112123-5
- 2019 — Марья-Царевна — (Издательство АСТ (издательство)) — ISBN 978-5-17-117068-4

Цикл «Факультет призраков»
- 2020 — Факультет призраков — (Издательство АСТ (издательство)) — ISBN 978-5-17-121807-2
- 2021 — Факультет избранных — (Издательство АСТ (издательство)) — ISBN 978-5-17-133475-8
- 2021 — Факультет проклятых — (Издательство АСТ (издательство)) — ISBN 978-5-17-139005-1
- 2022 — Факультет выживших — (Издательство АСТ (издательство)) — ISBN 978-5-17-152213-1
- 2024 — Факультет изгнанных — (Издательство АСТ (издательство)) — ISBN 978-5-17-164266-2

Вне циклов
- 2023 — Фея твоих кошмаров — (Издательство Эксмо) — ISBN 978-5-04-184380-9

Рассказы. Изданное
- 2015 — Проклятая земля — (Издательство Эксмо) — ISBN 978-5-699-78916-0
- 2017 — Белая фея — (Издательство АСТ (издательство)) — ISBN 978-5-17-101258-8

### Аудиокниги
- Проклятие некроманта
- Скрижаль Мораны
- Узоры Тьмы
- Ярость Тьмы
- Сила ведьмы
- Академия стихий. Танец огня
- Академия стихий. Душа огня
- Академия стихий. Испытание огня
- Глория. Пять сердец тьмы
- Глория. Капкан на четвёртого
- Полуночный замок
- Антимаг
- Обрученные кровью. Отбор
- Обрученные кровью. Выбор
- Наследница мага смерти
- Академия чёрного дракона. Ведьма темного пламени
- Академия чёрного дракона. Ставка на ведьму
- Колодец мрака
- Факультет призраков
- Факультет избранных
- Факультет проклятых
- Факультет выживших
- Глория. Три знака смерти
- Глория. Два короля
- Глория. Трон одного мертвеца